# 日本马珂蛤
日本马珂蛤（学名：Mactra nipponica），是帘蛤目马珂蛤科马珂蛤属的一种。主要分布于越南、台湾，常栖息在浅海沙底。